# Cot Drien Klah
Cot Drien Klah är en kulle i Indonesien.   Den ligger i provinsen Aceh, i den västra delen av landet, 1 900 km nordväst om huvudstaden Jakarta. Toppen på Cot Drien Klah är 213 meter över havet, eller 123 meter över den omgivande terrängen. Bredden vid basen är 3,3 km. Cot Drien Klah ligger på ön Pulau We.
Terrängen runt Cot Drien Klah är kuperad åt sydväst, men åt nordost är den platt. Havet är nära Cot Drien Klah åt nordväst. Närmaste större samhälle är Sabang, 4,1 km norr om Cot Drien Klah. I omgivningarna runt Cot Drien Klah växer i huvudsak städsegrön lövskog.